# واناشیماخی (شهرستان سرگوکالینسکی، داغستان)
واناشیماخی (به لاتین: Vanashimakhi) یک منطقهٔ مسکونی در روسیه است که در داغستان واقع شده‌است.